# Linda Albertini
Linda Albertini (13 de abril de 1894?) fue una actriz de cine mudo italiana. Protagonizó películas de aventuras y en sus orígenes fue acróbata de circo. Destaca por interpretar un nuevo papel femenino emergente durante y después de la Primera Guerra Mundial, caracterizado como el de una mujer fuerte, intrépida y atlética.
Albertini era la esposa de Luciano Albertini, actor italiano que también fundó su propia compañía cinematográfica.

## Carrera
Tras la Primera Guerra Mundial, las mujeres italianas gozaron de más libertad y las mujeres fuertes aparecieron en la cultura popular, como el cine. Se dice que esta nueva forma femenina en el cine se originó a partir de las «populares historias de aventuras y romances en feuilleton y tiras cómicas." Albertini fue la primera mujer italiana en representar ese tipo de personajes en el cine, basándose en su experiencia como acróbata de circo y utilizando el nombre de personaje Sansonette para las películas. En 1917 protagonizó la película de aventuras La spirale della morte (The Spiral of Death), junto a su esposo Luciano Albertini, en el papel de una acróbata que ayuda a un teniente de la marina. Debido al éxito de la película, pudieron protagonizar múltiples películas y Luciano pudo fundar su propia compañía cinematográfica. Albertini era la estrella principal de las películas de su esposo y utilizaba con entusiasmo su talento como trapecista en sus papeles. Era conocida por sus acrobacias en el aire con trapecio, cuerdas, caballos y vehículos voladores. En 1920, protagonizó The Monster of Frankenstein junto a Albertini y Umberto Guarracino.
Sansonette e i quattro arlecchini (Sansonette and the Four Harlequins), fue su última película italiana, debido a que el público se cansó de las películas de aventuras poco realistas y extravagantes. Albertini y su marido se trasladaron a Alemania, donde protagonizó cuatro películas hasta que su marido la sustituyó por otra mujer. Su carrera cinematográfica fue más larga que la de muchas actrices similares.
Angela Dalle Vacche escribió en su libro Diva: Defiance and Passion in Early Italian Cinema que "Albertini era una amazona del aire y una bailarina de la pradera".  Frank Burke se refirió a Albertini como un ejemplo notable del arquetipo de diva aventurera en el libro A Companion to Italian Cinema.